# منتخب الصين لكرة السلة للسيدات
منتخب الصين الوطني لكرة السلة للسيدات هو المنتخب الذي يمثل الصين في منافسات كرة السلة الدولية للنساء، والذي يقوم إتحاد الصين الشعبية لكرة السلة بإدارة شؤونه، يعتبر من أقوى منتخبات العالم وآسيا في كرة السلة حيث تمكن من الفوز ب1 ميدالية فضية في الألعاب الأولمبية الصيفية، وفاز بمركز الوصيف مرة واحدة في كأس العالم لكرة السلة للنساء في سنة 1994، وفاز 11 مرة ببطولة آسيا لكرة السلة للنساء ويحتل المركز التاسع في تصنيف فيبا لكرة السلة.

## وصلات خارجية
- الموقع الرسمي